# Parthasarathi Rajagopalachari
Shri Parthasarathi Rajagopalachari, aussi appelé Chariji, né le 24 juillet 1927 à Vayalur, près de Chennai, dans le sud de l'Inde et mort le 20 décembre 2014, est le président de l'organisation spirituelle Shri Ram Chandra Mission de 1983 à son décès.
Il a enseigné le Sahaj Marg en tant que représentant de son maître spirituel, Shri Ram Chandra, appelé Babuji. Il a désigné Kamlesh D Patel (en) comme son représentant spirituel et successeur à la Présidence.

## Biographie

### Vie de famille et parcours professionnel
Sa mère meurt quand il a six ans. Son père, cadre des chemins de fer, ne se remarie pas et s'occupe seul de ses trois fils, qu'il emmène avec lui lors des nombreux déplacements dus à son travail. Après l'obtention d’une licence scientifique à l'université hindoue de Bénarès, Parthasarathi Rajagopalachari commence à travailler à l'Indian Plastics Ltd en ingénierie chimique. 
Il connaît l'éveil à la spiritualité lors d'une conférence sur la Bhagavad Gita donnée en 1945. À trente ans, il décide d'étudier l'hindouisme à travers la traditionnelle Vaishnava.
Il se marie en 1955 avec Sulochana, dont il a un fils unique en 1957, P. R. Krishna, et deux petits-enfants. L'année de son mariage, Chariji entre au sein du groupe TTK & Co. à Bombay. Il devient ensuite directeur de l'Indian Textile Paper Tube, filiale du groupe, jusqu'à sa retraite en 1985. Il représente aussi l'Inde lors d'une conférence ISO en 1957 à Burgenstock en Suisse.
Son épouse meurt le 2 novembre 1999.

### Disciple de Babuji
En 1964, son médecin de famille, précepteur du Sahaj Marg, lui parle du système du Raja Yoga. Parthasarathi Rajagopalachari y rencontre Ram Chandra de Shahjahanpur, appelé Babuji, alors qu'il a trente-six ans. Il considère cette rencontre comme un tournant de son existence : « Je sus immédiatement et intuitivement que j'avais trouvé la personne qui seule pouvait être mon Maître et me mener à mon but. »
En 1970, Parthasarathi Rajagopalachari devient secrétaire général de la Shri Ram Chandra Mission. Entre 1972 et 1982, il accompagne Babuji dans cinq voyages internationaux afin de présenter l'enseignement du Sahaj Marg auprès des occidentaux.

## Président de la Shri Ram Chandra Mission

### L'enseignement du Sahaj Marg
Au décès de Babuji en avril 1983, Parthasarathi Rajagopalachari a poursuivi le travail de Babuji en tant que son représentant spirituel et président de la Shri Ram Chandra Mission (SRCM), conformément à la volonté et au souhait de Babuji. 
L'organisation spirituelle SRCM est créée par Babuji pour faire connaître les idées de son propre maître spirituel Ram Chandra de Fathegarh, appelé Lalaji, qui prétendait avoir redécouvert une « ancienne forme d'entraînement spirituel reposant sur la transmission d'énergie divine (pranahuti/prana) et le nettoyage des impressions passées ». Elle est appelée Sahaj Marg (la voie naturelle).
Considéré comme un saint homme, Parthasarathi Rajagopalachari diffuse le message de ses maîtres spirituels et décrit la pratique du Sahaj Marg à travers des livres traduits dans une vingtaine de langues. Parthasarathi Rajagopalachari est le 3e maître spirituel du Sahaj Marg. 

## Sources